# Мамица
 „Мамица“ (енгл. Mommy) канадска је филмска драма из 2014, у режији Гзавјеа Долана. У главним улогама су Ан Дорвал, Антоан-Оливје Пилон и Сузан Клеман. Главна протагонисткиња Ди, самохрана мајка и удовица, преоптерећена је бригом о свом експлозивном сину, који погазује знаке агресивности и хиперактивности. Док покушавају да саставе крај са крајем уз сталне свађе, псовке и физичко насиље, тајанствена комшиница им несебично нуди помоћ. Након филмова Убио сам мајку и Том на фарми ово је Доланово треће редитељско остварење у којем тематизује однос између мајке и сина, и уједно његов први филм без експлицитне ЛГБТ тематике. Снимљен је у формату екрана 1:1. Коментаришући овакву одлуку Долан је објаснио: Знам да многи реагују „Ох, формат 1:1, како претенциозно“, али сматрао сам да скромнији и личнији формат много више одговара оваквој причи.
Филм је премијерно приказан у такмичарском програму на 67. филмском фестивалу у Кану, где је награђен Наградом жирија. Наишао је на позитиван пријем код филмских критичара и тренутно на сајту Ротен томејтос има 90 посто позитивних филмских рецензија са просечном оценом од 7,9/10 и са сумирајућим коментаром: Захтеван колико и задовољавајући „Мамица“ је омогућила сценаристи и редитељу Гзавјеу Долану импресиван корак унапред.

## Улоге
| Глумац              | Улога       |
| ------------------- | ----------- |
| Ан Дорвал           | Ди Диспре   |
| Антоан-Оливје Пилон | Стив Диспре |
| Сузан Клеман        | Кајла       |